# Lucy Knight
Lucy Knight – fikcyjna postać grana przez aktorkę Kellie Martin w amerykańskim serialu telewizyjnym (sezon 5 i 6; 1998–2000) Emergency Room (polski tytuł Ostry dyżur).
Lucy Knight była studentką medycyny. Pracowała w chicagowskim szpitalu County General Hospital. Została zaatakowana, w walentynki 14 lutego 2000, przez chorego na schizofrenię pacjenta (została wielokrotnie ugodzona nożem). Wraz z nią został ranny dr John Carter (Noah Wyle). W trakcie ataku w szpitalu odbywała się zabawa walentynkowa, grała głośna muzyka i nikt nie słyszał całego zdarzenia. Lucy i dr Carter zostali znalezieni przez dr Kerry Weaver (Laura Innes). Próbę jej ratowania podjęli lekarze Elizabeth Corday (Alex Kingston) i Robert Romano (Paul McCrane). Jej stan ustabilizowano, ale na krótko. Bardzo szybko pojawiły się komplikacje, podjęto się operacji. Lucy zmarła (w wyniku odniesionych ran) na stole operacyjnym o 2:56 (15 lutego 2000). Cartera uratowano.
Do szpitala po jej rzeczy przyszła matka, Barbara Knight. Kobieta rozmawiała z Carterem. W trakcie rozmowy zadała mu pytanie, czy ugodzenie nożem boli. Carter, chcąc oszczędzić jej jeszcze większego cierpienia, powiedział, że nie boli. Miał później z powodu tego kłamstwa wyrzuty sumienia.
Aktorka opuściła serial, żeby dokończyć studia (w zakresie historii sztuki) na Uniwersytecie Yale, które kilkakrotnie przerywała, żeby zagrać w serialu Ostry dyżur.